# Lillträsket (Jörns socken, Västerbotten, 722593-170015)
Lillträsket är en sjö i Skellefteå kommun i Västerbotten och ingår i Skellefteälvens huvudavrinningsområde. Sjön har en area på 0,0609 kvadratkilometer och ligger 270 meter över havet. Sjön avvattnas av vattendraget Nyträskån.

## Delavrinningsområde
Lillträsket ingår i det delavrinningsområde (722733-169820) som SMHI kallar för Mynnar i Vällingån. Medelhöjden är 279 meter över havet och ytan är 6,49 kvadratkilometer. Räknas de 2 avrinningsområdena uppströms in blir den ackumulerade arean 41,23 kvadratkilometer. Nyträskån som avvattnar avrinningsområdet har biflödesordning 5, vilket innebär att vattnet flödar genom totalt 5 vattendrag innan det når havet efter 98 kilometer. Avrinningsområdet består mestadels av skog (47 procent) och sankmarker (46 procent). Avrinningsområdet har 0,22 kvadratkilometer vattenytor vilket ger det en sjöprocent på 3,4 procent.